# Phil Anselmo

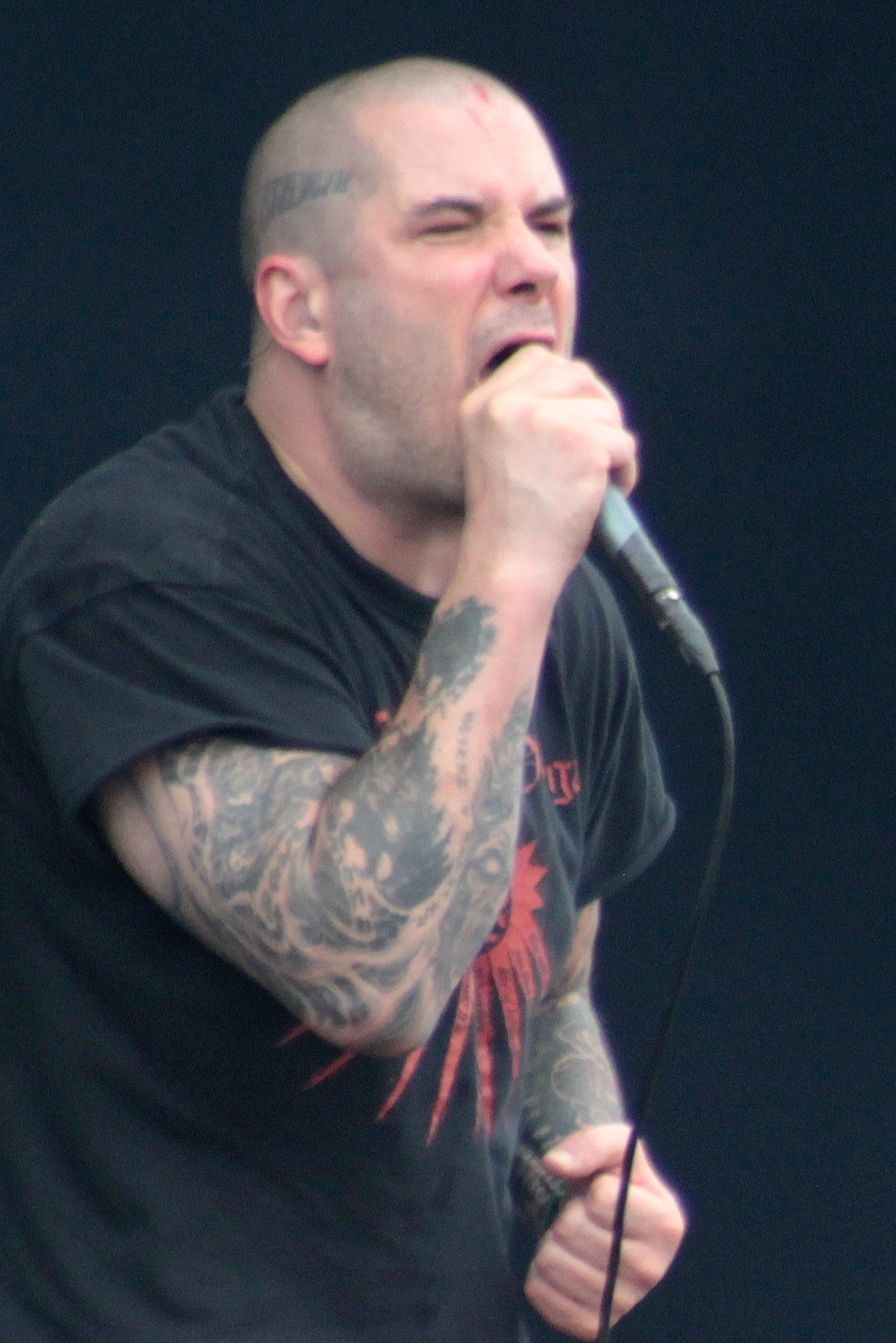
Anselmo auf dem Hellfest 2013

Philip Hansen Anselmo (* 30. Juni 1968 in New Orleans, Louisiana) ist ein US-amerikanischer Musiker, Labelbetreiber, Produzent und Festivalveranstalter. Bekanntheit erlangte er als Sänger der Metal-Bands Pantera, Down und Superjoint Ritual.

## Leben und Karriere

### Kindheit bis zum Weltruhm mit Pantera
Anselmo wurde 1968 in New Orleans geboren, dort wuchs er auf und besuchte die Grace King High School. In einem Interview mit dem Rolling Stone sprach Anselmo von wiederholten Missbrauchserfahrungen im Verlauf seiner gesamten Kindheit. Bereits als Teenager interessierte er sich für Metal-Musik. Entsprechend war Anselmo in der Metal-Szene von New Orleans vernetzt und mit später bekannten Musikern wie Jimmy Bower, Pepper Keenan und Mike Williams bekannt und befreundet. Seinen ersten Auftritt absolvierte er als Jugendlicher 1985.
Ende der 1980er Jahre lernte er die Musiker der Gruppe Pantera in New Orleans kennen, welche sich zu diesem Zeitpunkt musikalisch neu ausrichten wollten und ihren vorherigen Sänger zu Gunsten Anselmos entließen. In der 1987 entstandenen neuen Besetzung veröffentlichte die Band das Album Power Metal, das der Gruppe einen anschließenden Vertrag mit dem Warner-Music-Subunternehmen Eastwest ermöglichte. Mit den nachfolgenden Alben Cowboys From Hell (1990), Vulgar Display of Power (1992) und Far Beyond Driven (1994) erlangte die Band und damit ebenso der Sänger internationalen Ruhm. Indes geriet Anselmo in eine Heroinabhängigkeit, die er erst Jahre später öffentlich machte.
In der Zwischenzeit hatte Anselmo gemeinsam mit Jimmy Bower von EyeHateGod, sowie mit Todd Strange und Kirk Windstein von Crowbar, das in New Orleans beheimatete Sludge- und Hard-Rock-Projekt Down, sowie ebenfalls mit Bower und Joseph Fazzio von Stessball und Kevin Bond von Crowbar die Hardcore-Band Superjoint Ritual gegründet. Mit Down wurde ein Demoband ohne einen Hinweis auf die Namen der Mitglieder eingespielt und verbreitet. Das Demo erlangte Kultstatus. Das Projekt wurde Mitte der 1990er reaktiviert, um das Album NOLA für Eastwest einzuspielen. Die Kooperation mit Eastwest kam dabei aufgrund der durch Pantera gegebenen Vertragsbindung Anselmos zustande. Das umfangreich positiv aufgenommene Down-Debüt erschien 1995. Dennoch blieb Down vorerst ein Nebenprojekt Anselmos. Ebenso wurde Superjoint Ritual lange als Nebenprojekt betrachtet. Die Gruppe gab im Verlauf der 1990er lediglich zwei Demos heraus und debütierte erst 2002 mit dem Album Use Once and Destroy via Sanctuary Records.
Als seine Hauptband wurde vorerst weiter Pantera benannt. Wenige Monate nach der Veröffentlichung des Pantera-Albums The Great Southern Trendkill 1996 wurde Anselmo wegen einer Überdosis, die ihn beinah das Leben kostete, behandelt. Im Anschluss wurden geplante Tourtätigkeiten abgesagt und Anselmo unterzog sich einem Drogenentzug.
Ab dem Jahr 2000 stieg die Zahl der Projekte unter Anselmos Beteiligung rapide an. So beteiligte er sich bis in die Gegenwart an Bands und Projekten wie Viking Crown, Necrophagia, Arson Anthem, Philip H. Anselmo & The Illegals und Eibon aktiv. Darunter waren häufig Projekte mit anderen populären Musikern so entstand das vom Black Metal inspirierte Projekt Eibon als kurzlebige Supergroup mit Sven Erik „Maniac“ Kristiansen von Mayhem, Sigurd „Satyr“ Wongraven von Satyricon und Gylve „Fenriz“ Nagell von Darkthrone, die lediglich einen Song Mirror Soul Jesus auf dem Sampler Moonfog 2000 – A Different Perspective veröffentlichte. Für die Hardcore- und Crustcore-Band Arson Anthem, die Anselmo mit Mike Williams von EyeHateGod, Hank Williams III von Assjack und Collin Yeo tritt Anselmo als Gitarrist in Erscheinung. Im Jahr 2001 heiratete Anselmo Stephanie „Opal“ Weinstein mit welcher er seit den späten 1990er Jahren liiert war. Die Ehe wurde 2004 geschieden. Ebenfalls 2001 gründete Anselmo das Label Housecore Records, über welches er eine Vielzahl seiner eigenen Projekte, aber ebenso die Musik von anderen Gruppen, veröffentlichte.

### Auflösung Panteras und die Zeit danach

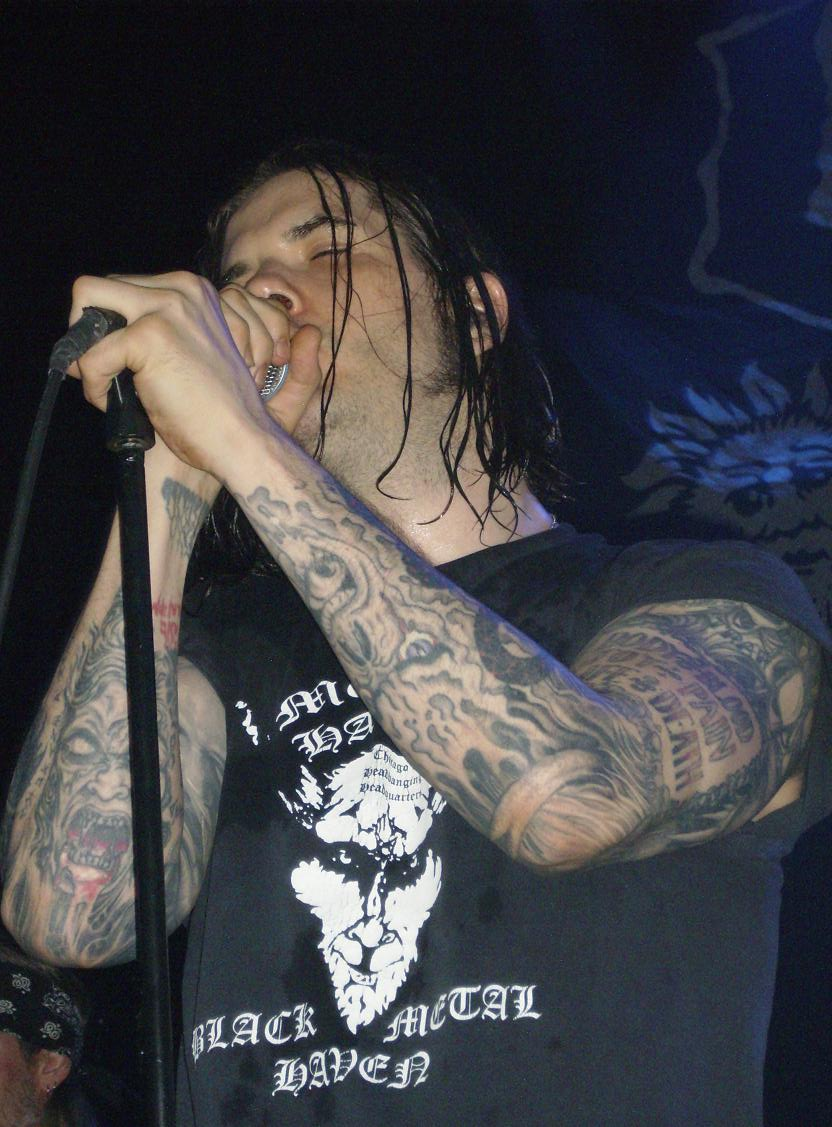
Phil Anselmo mit Down in Madrid (2008)

Nach der Veröffentlichung des Albums Reinventing the Steel und einigen Auftritten im Jahr 2000 wurde es zunehmend still um Pantera. Die Band wurde offiziell nach der Veröffentlichung einer Best-of-Kompilation 2003 aufgelöst. In den danach abgegebenen Stellungnahmen der einzelnen Musiker zur Trennung entbrannte ein Konflikt zwischen Anselmo und den Brüdern Dimebag Darrell und Vinnie Paul. Insbesondere beschuldigten sich die Musiker gegenseitig, für die zur Trennung geführten internen Probleme verantwortlich zu sein. Im Zuge des über mehrere Interviews ausgetragenen Konfliktes, in dem Anselmo seine Abhängigkeit als Ursache vorgeworfen wurde, sprach dieser vermeintlich davon, dass Dimebag es verdient hätte hart misshandelt zu werden. Dimebag Darrell wurde im Dezember 2004 während eines Konzertes von einem Fan erschossen, ohne dass Anselmo und Abbott den Konflikt beilegen konnten. Anselmo zog sich vorübergehend aus der Öffentlichkeit zurück. Im Nachgang gab Anselmo mehrere Stellungnahmen des Bedauerns ob des unbeendeten Konfliktes ab. Der Konflikt zwischen ihm und Vinnie Paul, welcher Anselmo eine Teilverantwortung für den Tod Dimebag Darrells zusprach, blieb allerdings bestehen.
Seit 2004 ist Anselmo mit der Musik-Produzentin Kate Richardson liiert. Gemeinsam führt das Paar das Label Housecore Records.
In den Jahren 2006/2007 kehrte Anselmo mit Down auf internationalen Bühnen und mit einem Studioalbum zurück. Seither veröffentlichte er vermehrt eigene Projekte und trat weiter Live in Erscheinung. Neben Down reaktivierte Anselmo unter anderem Superjoint Ritual und initiierte Arson Anthem. Seit 2013 veranstaltet er mit Corey Mitchell unter dem Namen des Labels als Housecore Horror Film Fest ein Musik- und Filmfestival in Austin, Texas. Bei dem Festival auf dem Emo’s Komplex im Osten Austins, treten neben den Bands des Labels weitere international renommierten Bands wie Danzig, Neurosis, Gwar oder Samhain auf. Darüber hinaus werden sowohl aktuelle als auch bereits populäre Horrorfilme vorgeführt zu welchen es auch offene Diskussionen mit Filmemachern wie José Mojica Marins, Jörg Buttgereit und Jim Van Bebber gibt.

## Rassismusvorwürfe und Folgen
Die Gestaltung des Debütalbums Use Once and Destroy von Superjoint Ritual mit der Kriegsflagge der Konföderierten Staaten von Amerika wurde Anselmo zum Vorwurf gemacht. Allerdings hatten sich Pantera mit dem von Anselmo verfassten Songtext No Good (Attack the Radical) vom Album Vulgar Display of Power bereits 1992 klar gegen Rassismus und Gewalt positioniert.

„Dieser Track ist unser Statement gegen Rassismus und Gewalt in jeglicher Form. Es gibt weitaus wichtigere Dinge als die Hautfarbe eines Menschen, und ich habe es deshalb nie verstanden, daß gerade bei uns, im angeblich freizügigsten Land der Welt, Rassisten Jagd auf Schwarze und Andersdenkende machen.“

Kontrovers aufgenommen wurden einige Aussagen, die Anselmo während eines Auftritts im März 1995 in Montreal tätigte. Dabei sprach sich Anselmo gegen den zu dieser Zeit populären T-Shirt-Aufdruck „Stop Black on Black Crime“ aus. Er mutmaßte, dass damit für die Träger des Slogans Verbrechen gegen jede andere Hautfarbe legitim sei. Während des gleichen Auftritts griff er Rap-Musiker verbal an, die seiner Auffassung nach über die „ganze weiße Kultur pissen“ würden, wenngleich Pantera „keine rassistische Band sei“. Weiße Menschen müssten „stolzer darauf sein, wer sie sind.“ Alsbald entschuldigte Anselmo sich für seinen Auftritt, und nachdem in der Debatte um seinen Auftritt beim Dimebash diese Aussagen erneut in die Öffentlichkeit getragen wurden, räumte Anselmo ein, dass er den T-Shirt-Slogan überinterpretiert habe, und mit anderen Aussagen und Aktionen keine rassistische Intention verfolgen wollte. Dass sein Verhalten so interpretiert werden kann, gestand er dennoch ein und entschuldigte sich.
Internationales Medienecho zog ein auf YouTube hochgeladenes Video von einem Auftritt Anselmos beim zu Ehren von Dimebag Darrell veranstalteten Festival Dimebash 2016 nach sich, auf dem Anselmo zu sehen ist, wie er nach dem Pantera-Song Walk den Hitlergruß zeigt, gefolgt von den zum Publikum gerufenen Worten „White Power“. Anselmo versuchte sein Verhalten anfangs als Insiderwitz zu erklären, der darauf anspielte, dass man backstage Weißwein (white wine) getrunken habe. Diese Darstellung wurde allerdings von anderen Anwesenden bestritten. Als weitere Erklärung gab der nach eigener Aussage stark betrunkene Anselmo dann an, dass er während des Auftritts von „zwei oder drei kleinen Zwischenrufern“, die nahe der Bühne gestanden hätten, fortdauernd beleidigt worden sei – am Ende habe er die Geduld verloren. Anselmo sagte: „Weil mich die Leute immer und immer wieder als ‚Rassist‘ beschimpften, tat ich das, was mir zu diesem Zeitpunkt als das Allerhässlichste erschien.“ Er habe es halb „ärgerlich, halb scherzhaft“ gemeint. Vor dem Auftritt habe er den anwesenden Doug Pinnick von King’s X, welcher schwarz ist, freundschaftlich und scherzhaft auf den Mund geküsst. Dabei sei der Witz mit dem Weißwein gemacht worden. Pinnick bestätigte den Kuss, Anselmo habe in sein Ohr geflüstert: „You are the greatest human being I’ve ever known.“ Pinnick fügte hinzu: „So ist er eben. Er ist mit allem over the top. Ich liebe den Typen.“ Zwar missbilligte Pinnick den Vorfall deutlich, aber Anselmo sei kein Rassist, man müsse seinen Sarkasmus kennen. Anselmo habe zwar eine Reaktion verdient, aber auch diese sei „ein wenig over the top“ gewesen. Nach den Vorkommnissen folgte auch das Angebot Anselmos, Down – denen in der Folge gebuchte Auftritte verweigert wurden – zu verlassen.
Neben externer Rezeption, in der gelegentlich ältere Auftritte Anselmos unter dem Gesichtspunkt einer potentiell rassistischen Haltung des Sängers betrachtet wurden, meldeten sich hinzukommend kritische Stimmen aus der Metalszene wie Robb Flynn und Scott Ian zu Wort. Anselmo entschuldigte sich mit den Worten:

„Ich habe mich an diesem Abend mit voller Absicht absurd verhalten und leider das gesagt, was ich nun einmal gesagt habe. Anschließend habe ich mich dafür entschuldigt und mich dann umgedreht, um allen weiteren Provokationen aus dem Weg zu gehen.
Das, was ich beim ‚Dimebash‘ gesagt habe, war bedauerlich. Mich hat tief verletzt, dass die Leute mein Verhalten für bare Münze genommen haben. Denn das, was ich gesagt habe, ist nicht meine wahre Meinung. Ich akzeptiere jedes Individuum als Individuum. Ich habe während meines gesamten Lebens, meiner gesamten Karriere die Individualität verteidigt, nicht die Masse.“

Holger Stratmann vom Rock Hard verdeutlichte zu Beginn des Jahres 2018, im Vorfeld eines Interviewabdrucks, dass die Auseinandersetzungen mit Anselmos Auftritt und das Hinterfragen seiner Einstellung sowie die Beurteilung seines Schaffens fortgeführt würden. „Eine Handvoll Interviews werden nicht reichen, um Phil Anselmo wieder zum geachteten Mitglied der Metal-Community zu machen. Er steht weiter unter Beobachtung, und man wird ihn in Zukunft an seinen weiteren Taten, seinen Texten und Auftritten messen.“
Im Februar 2018 erläuterte Anselmo, unabhängig von der Diskussion um den Auftritt, einen Teil seines Verhaltens mit einer Depression. Im Interview erläuterte er seine sozialen Ausfälle sowie sein lyrisches und musikalisches Schaffen als katharsischen Ausdruck seiner Erkrankung. Der Albumtitel Choosing Mental Illness as a Virtue stünde hierbei im direkten Kontext dieser Erkenntnis.
Nach dem Terroranschlag auf zwei Moscheen in Christchurch wurde ein für März 2019 geplanter Auftritt von Anselmo in Christchurch abgesagt. In der Begründung für die Absage wurde von den Veranstaltern indirekt Bezug auf Anselmos Verhalten genommen.
Ein für Juni 2023 geplanter Auftritt der Band Pantera auf den Zwillingsfestivals Rock am Ring und Rock im Park wurde im Frühjahr 2023 wieder aus dem Programm genommen. Der Grund dafür war die anhaltende öffentliche Kritik am Verhalten Anselmos bei seinem Auftritt bei Dimebash 2016.

## Stil
Anselmos Gesang variiert zwischen rauem Brüllen, Schreien, tiefem Klargesang und unterschiedlichen Varianten gutturalen Gesangs. In am Hardcore-Punk orientierten Bands wie Superjoint Ritual präsentiert er überwiegend rauen Brüllgesang. Für Musikgruppen, die sich mehr am Doom Metal, Hard Rock und Sludge orientieren, singt Anselmo mit meist tiefer und rauer Stimme. Mitunter wurde sein Gesang mit jenem Dan Beehlers von Exciter sowie mit jenem von Chris Cornell von Soundgarden und Audioslave verglichen.

## Diskografie (Auswahl)
Philip H. Anselmo & The Illegals
- 2013: Walk Through Exits Only
- 2018: Choosing Mental Illness as a Virtue

Arson Anthem
Christ Inversion
- 1994: Obey the Will of Hell (Demo)
- 1995: 13th Century Luciferian Rites (Demo)
- 2004: To Lord Lucifer My First Born

Down
Eibon
- 2000: Mirror Soul Jesus auf Moonfog 2000 – A Different Perspective

Necrophagia
- 1998: Holocausto de la Morte
- 1999: Black Blood Vomitorium
- 2001: Cannibal Holocaust
- 2003: A Legacy of Horror Gore and Sickness

Pantera
- 1988: Power Metal
- 1990: Cowboys from Hell
- 1992: Vulgar Display of Power
- 1994: Far Beyond Driven
- 1996: The Great Southern Trendkill
- 1997: Official Live: 101 Proof (Live)
- 2000: Reinventing the Steel
- 2003: Reinventing Hell – The Best of
- 2010: Decade of Domination – Best of 1990 - 2000
- 2011: Cowboys from Hell 20th Anniversary Deluxe CD

Southern Isolation
- 2001: Southern Isolation

Superjoint Ritual
Viking Crown
- 1994: Unorthodox Steps of Ritual
- 2000: Innocence from Hell
- 2001: Banished Rhythmic Hate